# FARO. Vlaams steunpunt voor cultureel erfgoed
FARO. Vlaams Steunpunt voor cultureel erfgoed vzw is een organisatie die strategische en praktische ondersteuning biedt aan de cultureel-erfgoedsector in Vlaanderen. FARO verstrekt geen subsidies, maar fungeert als intermediair tussen de Vlaamse overheid, die het erfgoedbeleid bepaalt en vormgeeft via subsidiëring, en het cultureel-erfgoedveld, zoals musea, archieven, erfgoedbibliotheken, heemkundige kringen, volksculturele organisaties en expertisecentra. Een van de bekendste activiteiten van FARO is de coördinatie van de jaarlijkse Erfgoeddag.

## Geschiedenis
FARO werd op 1 januari 2008 opgericht in Brussel als fusieorganisatie van Culturele Biografie Vlaanderen en het Vlaams Centrum voor Volkscultuur. Het Cultureel-erfgoeddecreet van 2007, dat in 2012 werd herzien, wijst FARO drie kerntaken toe:
1. Praktijkontwikkeling  Dit houdt in dat FARO bijdraagt aan de continue ontwikkeling van de cultureel-erfgoedsector en het overheidsbeleid op basis van evaluatie en toegepast onderzoek. Onderdeel hiervan is de permanente veldanalyse, ook bekend als het PRISMA-onderzoek, en deelname aan vernieuwende onderzoeksprojecten binnen thema's als e-cultuur en behoud en beheer.
2. Praktijkondersteuning FARO levert ondersteuning door diensten aan te bieden op het gebied van deskundigheidsbevordering, kwaliteitszorg, informatievoorziening, documentatie, management, publieksopbouw en internationale samenwerking. Dit wordt gerealiseerd via vormingsactiviteiten, advies op maat, een bibliotheek- en documentatiecentrum, handleidingen en een website.
3. Beeldvorming en communicatie FARO coördineert en organiseert activiteiten die de kennis over cultureel erfgoed en cultureel-erfgoedorganisaties bevorderen. Dit betreft zowel het binnenlandse als buitenlandse publiek, de overheid en de publieke opinie. Onder deze taak valt onder meer de coördinatie van de jaarlijkse Erfgoeddag en de publicatie van faro | tijdschrift over cultureel erfgoed dat  driemaandelijks verschijnt. Verder biedt FARO via de Erfgoedkaart[1] een platform voor het cultureel-erfgoedpubliek, met informatie over circa 1.700 erfgoedorganisaties en –instellingen.